# Шатохин, Иван Григорьевич
Иван Григорьевич Шатохин (1921—1944) — командир роты 172-го гвардейского стрелкового полка, гвардии младший лейтенант. Герой Советского Союза (1944).

## Биография
Родился 15 ноября 1921 года в деревне Орловка ныне Суджанского района Курской области.
В Красной Армии с июля 1941 года, на фронте с декабря 1942 года. В 1943 году окончил курсы младших лейтенантов, командир роты 172-го гвардейского стрелкового полка 57-й гвардейской стрелковой дивизии 8-й гвардейской армии. Погиб 8 февраля 1944 года в бою у села Перевозские Хутора, Днепропетровская область. Похоронен в городе Покров Днепропетровской области.
8 февраля 1944 года рота вела бои с упорно сопротивляющимся противником у села Перевозские Хутора. Противник создал насыщенную в инженерном отношении оборону, состоящую из дотов и дзотов, укрепил миномётными и пулемётными точками. Рота атаковала и имела успех. Оборона противника была взломана. В одной из атак гвардии младший лейтенант Шатохин погиб смертью храбрых.
За мужество и героизм, проявленные в боях, умелое управление боем Указом Президиума Верховного Совета СССР от 3 июня 1944 года присвоено звание Героя Советского Союза посмертно.

## Награды и звания
- Звание Герой Советского Союза (Указ Президиума Верховного Совета СССР от 3 июня 1944 года):
  - орден Ленина,
  - медаль «Золотая Звезда».
- орден Красной Звезды (приказ командира 57-й гвардейской стрелковой дивизии № 038 от 8 ноября 1943 года).